# Bălțați
Bălțați es una comuna ubicada en el distrito de Iași, Rumania.

## Superficie
Cuenta con una superficie de 43,34 kilómetros cuadrados.

## Demografía
Hasta 2021 la población era de 4778 habitantes, con una densidad de población de 110,2 habitantes por kilómetro cuadrado.